# راهبه‌مرغ پیشانی‌سیاه

راهبه‌مرغ پیشانی‌سیاه (نام علمی: Monasa nigrifrons) گونه‌ای از پرندگان نزدیک گنجشک‌سان در تیرهٔ پفی‌مرغان (Bucconidae)، شامل پفی‌مرغ‌ها، راهبه‌مرغ‌ها و راهبک‌ها است. این پرنده در بولیوی، برزیل، کلمبیا، اکوادور و پرو یافت می‌شود.